# Патрик Футуна
Патрик Футуна (1947-1981) е ирландски писател, последовател на тезите на Ерих фон Деникен.
Още 11-годишен, пише първата си творба „История на вълците“. Става скандален с изследванията си на хомо сапиенс, смятайки, че те са плод на връзка между богове и неандерталци. И как иначе – неандерталците са като маймуни по външен вид, а човешките предци не приличат на тях.
През 1971 г. е издаден най-великият му роман „Последният Рекс“. По него и продължението му „Последните нечленоразделни“ е направен филмът „Предците ни“ (1972). Следващите му романи – „Забелязани НЛО“ (1974) и „Книга за феномените“ (1977), го правят най-известния ирландски писател фантаст.
Убит е в лабораторията му в Дъблин на 29 август 1981 г.